# Paul-Henri Spaak

Bustul lui Paul-Henri Spaak ca element al Monumentului părinților fondatori ai Uniunii Europene din Parcul Herăstrău din București

Paul-Henri Spaak (n. 25 ianuarie 1899 - d. 31 iulie 1972) a fost un om politic și de stat belgian.

## Cariera politică
După 1935 Spaak a deținut numeroase posturi în guvernele belgiene, iar între 1938 și 1949 a fost aproape neîntrerupt ministru de externe. A fost de asemenea prim-ministru al Belgiei (1938-1939, 1946, 1947-1948). În anul 1944 naziștii au executat-o pe cumnata sa, Suzanne Spaak.
Paul-Henri Spaak a devenit în 1946 primul președinte al Adunării Națiunilor Unite. Din 1957 până în 1961 a ocupat funcția de secretar general al NATO.
În toate posturile deținute, naționale ori internaționale, Spaak a susținut unificarea politică și economică a Europei occidentale. Între 1952 și 1953 a condus Adunarea Generală a Comunității Europene a Cărbunelui și Oțelului. În 1955, la conferința liderilor europeni de la Messina, a fost desemnat să prezideze comitetul de pregătire a unui raport de creare a pieței comune europene. Acest așa- numit Raport Spaak a condus la semnarea, în martie 1957, a Tratatului pentru înființarea Comunității Economice Europene.

## Monumentul din București
Ca omagiu pentru contribuția sa la fondarea Uniunii Europene, bustul său a fost inclus printre cele 12 busturi de oameni politici reunite în Monumentul părinților fondatori ai Uniunii Europene, inaugurat la București, la 9 mai 2006, de Ziua Europei, pe Insula Trandafirilor din Parcul Herăstrău.